# Ungerns socialistiska parti
Ungerns socialistiska parti (ungerska: Magyar Szocialista Párt, MSZP) är ett ungerskt socialdemokratiskt politiskt parti, medlem av Socialistinternationalen. Partiet grundades när, och är direkta arvtagare till, det Ungerska kommunistpartiet (Magyar Szocialista Munkáspárt, MSzMP) som upplöstes i samband med Järnridåns fall. 
MSZP har suttit i regeringsställning 1994–1998, 2002–2006 och 2006–2010. Vid valet 2006 fick MSZP 43,2 procent av rösterna och 190 mandat (av 386) i Ungerns parlament. Vid valet i april 2010 fick MSZP endast 19,3 procent av rösterna och 59 mandat. 
I Europaparlamentsvalet 2004 fick MSZP 34,3 procent av rösterna och 9 mandat. I valet 2009 erhöll partiet endast 17,4 procent röster, vilket motsvarar 4 mandat. 

## Partiordförande
- Rezső Nyers 1989–1990
- Gyula Horn 1990–1998 (premiärminister 1994–1998)
- László Kovács 1998–2004 (EU-kommissionär 2004–2010)
- István Hiller 2004–2007
- Ferenc Gyurcsány 2007–2009 (premiärminister 2004–2009)
- Ildikó Lendvai 2009–2010
- Attila Mesterházy 2010–2014
- László Botka (interim) 2014
- József Tóbiás 2014–2016
- Gyula Molnár 2016–2018
- Bertalan Tóth 2018–